# Tomáš Průša
Tomáš Průša (* 27. května 1978 Praha) je český politik a ekonom, od ledna 2014 do ledna 2016 místopředseda Strany zelených.

## Život
Vystudoval Národohospodářskou fakultu Vysoké školy ekonomické v Praze s hlavní specializací na hospodářskou politiku a s vedlejší specializací na učitelství odborných ekonomických předmětů (získal titul Ing.).
Intenzivně se věnuje boji proti korupci v oblasti financování politických stran. Podílel se na vzniku série návrhů protikorupčních opatření včetně paragrafovaných znění zákonů. V roce 2011 otevřel v centru Prahy kavárnu Sicily Café a dohodl se se Stranou zelených na etickém partnerství, v roce 2017 otevřel druhou pobočku v Praze 8 v Libni – Kavárnu a restauraci Palmovka.
Tomáš Průša se veřejně hlásí ke své homosexuální orientaci.

## Politické působení
Od roku 2007 je členem Strany zelených. Od února 2008 do září 2011 působil jako hlavní manažer strany. Na sjezdu Strany zelených v listopadu 2012 v České Třebové byl zvolen členem Předsednictva Strany zelených, když získal 69 hlasů. Na dalším sjezdu v lednu 2014 v Praze se stal 3. místopředsedou strany. Funkci vykonával do ledna 2016, kdy již do předsednictva strany nekandidoval.
Do komunální politiky se pokoušel vstoupil, když ve volbách v roce 2010 kandidoval za Stranu zelených do Zastupitelstva Městské části Praha 8, ale neuspěl. Nepovedlo se mu to ani ve volbách v roce 2014.